# إيان وايت
إيان وايت (بالإنجليزية: Ian Whyte)‏ هو ممثل بريطاني، ولد في 17 سبتمبر 1971 ببانغور في المملكة المتحدة.

## أعمال

### أفلام
- (2004) المفترس ضد ألين[6][7][8][9]
- (2005) هاري بوتر وكأس النار
- (2007)  قداسة[10][11][12]
- (2009) دراغون بول إفولوشين[13][14]
- (2009) سليمان كين
- (2010) صراع الجبابرة[15][16]
- (2012) بروميثيوس[17][18][19]
- (2014) هرقل[20][21][22]

### مسلسلات
- صراع العروش

## وصلات خارجية
- إيان وايت على موقع كرة السلة الأوروبية.كوم (الإنجليزية)
- إيان وايت على موقع كلية كرة السلة في سبورتس رفرنس.كوم (الإنجليزية)
- إيان وايت على موقع بروبوليرز (الإنجليزية)

- إيان وايت على موقع IMDb (الإنجليزية)
- إيان وايت على موقع ألو سيني (الفرنسية)
- إيان وايت على موقع أول موفي (الإنجليزية)
- إيان وايت على موقع قاعدة بيانات الأفلام السويدية (السويدية)
- إيان وايت على موقع قاعدة بيانات الفيلم (الإنجليزية)
- إيان وايت على موقع كينوبويسك (الروسية)